# František Kalina
František Kalina (* 26. června 1927 Olešná) byl český a československý lesní inženýr a politik KSČ, za normalizace ministr lesního a vodního hospodářství České socialistické republiky.

## Biografie
Po absolvování základní školy pracoval jako lesní dělník. V letech 1946-1951 vystudoval státní školu pro lesní hajné v Domažlicích a lesnickou technickou školu v Písku. V roce 1955 absolvoval Vysokou školu lesnickou v Praze (tehdy součást ČVUT Praha). Od roku 1956 potom působil na vedoucích pozicích v lesním závodu Milevsko a Prachatice. V období let 1969-1978 byl podnikovým ředitelem Jihočeských státních lesů v Českých Budějovicích. Angažoval se v Krajském výboru KSČ pro Jihočeský kraj, kde zasedal v zemědělské komisi. Byl členem komise jihočeského KNV. Bylo mu uděleno Vyznamenání Za zásluhy o výstavbu a Vyznamenání Za vynikající práci. V roce 1978 se stal náměstkem českého ministra lesního a vodního hospodářství.
V dubnu 1982 byl jmenován členem české čtvrté vlády Josefa Korčáka jako ministr lesního a vodního hospodářství. Portfolio si udržel i v následující vládě Josefa Korčáka a Ladislava Adamce do října 1988. Publikoval odborné práce z oboru lesnictví.